# اسپیز
اَسپیز (پارسی میانه: Aspēz) یکی از نجیب‌زادگان ساسانی در سده سوم میلادی در زمان حکومت شاپور یکم بود.

## زندگی
از او در سنگ‌نوشته ابنون به عنوان دربد (پارسی میانه: darbed، دربان دربار) یاد شده است و سنگ‌نگاره او نیز در پایین نوشته‌ها در کنار بهنام موجود است. اسپیز در آنجا کلاهی قبه‌ای بر سر دارد و به روشنی بدون ریش است. اطلاعات دیگری از زندگی او در دست نیست.